# Frank Doelwijt
Frank Doelwijt (circa 1943/1944) is een Surinaams taekwondoka, karateka en sportbestuurder.

## Biografie

### Begin met taekwondo
Frank Doelwijt was van beroep leerkracht op de Kennedy School. Hij kwam in de jaren zestig in contact met taekwondo door een in Suriname gestationeerd militair van Nederlands-Indische afkomst, genaamd Chris Renault. Tot het eind van zijn diensttijd leerde hij Doelwijt en Eric Lie de eerste technieken. Tegen dezelfde tijd kwam Terry Agerkop terug in Suriname, die in Nederland de eerste  dan in taekwondo had gehaald. Ze besloten samen te trainen en trokken gaandeweg meer geïnteresseerden aan. In 1968 richtte Agerkop de taekwondoschool Hwarang-do op. De school groeide in tien jaar tijd uit van vijf tot zeventig leden. In 1970 droeg Agerkop de school over aan Doelwijt en Lie.

### Sportschool Ko Dang Kwan
Op 11 januari 1972 richtte Doelwijt zijn eigen school op onder de naam Ko Dang Kwan. Hij trainde eerst in het COB-gebouw aan de Gemenelandsweg, toen in een oud Court-gebouw op de hoek van de Keizerstraat met de Jodenbreestraat tot hij in februari 1976 een eigen zaal betrok aan de Gravenstraat 18. Hij ging in september 1974 naar Canada voor training en nam datzelfde jaar als lid van het Nederlandse team deel aan het wereldkampioenschap in Montreal. Daar behaalde het team de tweede plaats op het onderdeel speciale technieken.
Zijn school werd in januari 1977 tijdens het 5-jarig bestaan bezocht door de Zuid-Koreaanse grootmeester Park Jong-soo, die een grote demonstratie gaf, en in april 1979 door de oprichter van taekwondo, de Zuid-Koreaanse generaal en 9e dan taekwondoka Choi Hong-hi. Hij examineerde tien kandidaten voor de zwarte band, onder wie Mirjam Burkhard als eerste vrouwelijke zwartebander van Suriname. In augustus 1979 ging Doelwijt met een groep van zes zwartebanders naar Canada voor een training van zeven weken bij Park Yong-soo en voor deelname aan de CNE Open in Toronto. Burkhard werd eerste bij de dames en werd uitgeroepen tot de Grand Champion van het toernooi.

### Andere scholen
Daarnaast richtte hij een taekwondoschool op in Nickerie en was hij actief in de karatesport, waarin hij ook trainingen gaf vanuit zijn sportschool Ko Dang Kwan, en in andere disciplines zoals gymnastiek vanuit zijn Frank Doelwijt Instituut. In februari 1974 was hij samen met Terry Agerkop en Harold la Rose examinator tijdens de eerste afname van zwartebandexamens in Suriname. In oktober 1983 trok hij zich terug als instructeur en droeg hij deze rol over aan instructeurs die al in zijn school actief waren: Hesdy Esajas, Glenn Gemerts en Harvey Kluis.

### Sportbestuurder
Van 1974 tot 1978 was hij gekozen bestuurslid van de International Taekwon-Do Federation. Tijdens het eerste Caraïbische kampioenschap taekwondo in Jamaica, in september 1976, was hij de delegatieleider. In augustus 1977 werd hij penningmeester van de nieuw opgerichte Surinaamse Taekwondo Associatie.
Hij werd in april 1981 voorzitter van de nieuw opgerichte Budo Organisatie met het doel om de krijgsporten in Suriname te verenigen binnen één bond. Dit lukte tot oktober 1982 voor de sporten taekwondo en karate, maar uiteindelijk mislukte de poging en viel de organisatie uiteen.
In 2019 reikte de voorzitter van het Surinaams Olympisch Comité en taekwondoka Ramon Tjon A Fat hem de Lifetime Achievement Award uit op het jaarlijkse sportgala van de Vereniging van Sportjournalisten in Suriname.